# バスケットボール・ワールドリーグ
バスケットボール・ワールドリーグ（FIBA Women's World League）は、国際バスケットボール連盟公認の女子バスケットボール国際リーグ大会である。2003年に開幕し、2007年まで開催された。
参加チームはナショナルチームから大学の強豪まで様々。

## 試合のシステム
毎年5月に行われ、予選ラウンド参加8チームを4チームの2グループ(A,B)に分け、1回戦総当たりを行い、予選ラウンドの各グループ上位2チーム(計4チーム)が決勝ラウンドへ進む。

## 歴代記録
| 年   | 開催地              | 優勝                      |
| ---- | ------------------- | ------------------------- |
| 2003 | サマラ ( ロシア)    | Russia VBM-SGAU ( ロシア) |
| 2004 | グディニャ( ドイツ) | BC Volgaburmash( ロシア)  |
| 2005 | サマラ( ロシア)     | BC Volgaburmash( ロシア)  |
| 2006 | ( ロシア)           |                           |
| 2007 | モスクワ( ロシア)   | CSKA( ロシア)             |